# Proacidalia suffusa
Proacidalia suffusa är en fjärilsart som beskrevs av Tutt 1896. Proacidalia suffusa ingår i släktet Proacidalia och familjen praktfjärilar. Inga underarter finns listade i Catalogue of Life.